# Flecha Valona 1957
La Flecha Valona 1957 se disputó el 4 de mayo de 1957, y supuso la edición número 21 de la carrera. El ganador fue el belga Raymond Impanis. El francés René Privat y el también belga Victor Wartel fueron segundo y tercero respectivamente.  

## Clasificación final
| Pos. | Ciclista                | Equipo              | Tiempo   |
| ---- | ----------------------- | ------------------- | -------- |
| 1    | Raymond Impanis         | Peugeot-BP          | 6h01'49" |
| 2    | René Privat             | Mercier             | a 47"    |
| 3    | Victor Wartel           | Rochet-Dunlop       | a 2'40"  |
| 4    | Marcel Janssens         | Peugeot-BP          | m.t.     |
| 5    | Jean Bobet              | Bobet-BP-Hutchinson | m.t.     |
| 6    | Nino Defilippis         | Bianchi             | a 4'28"  |
| 7    | Jozef Planckaert        | Peugeot-BP          | m.t.     |
| 8    | Jacques Dupont          | St.Raphael          | a 6'44"  |
| 9    | Gustave Van Vaerenbergh | -                   | a 7'02"  |
| 10   | Julien Schepens         | Mercier             | m.t.     |